# Koczukówka
Koczukówka – wieś w Polsce położona w województwie lubelskim, w powiecie bialskim, w gminie Zalesie.
Wierni Kościoła rzymskokatolickiego należą do parafii Trójcy Świętej w Rokitnie.
W latach 1975–1998 miejscowość administracyjnie należała do województwa bialskopodlaskiego.
Wieś jest sołectwem w gminie Zalesie. Według Narodowego Spisu Powszechnego z roku 2011 wieś liczyła 65 mieszkańców.

## Historia
W wieku XIX Koczukówkę opisano jako wieś i folwark w powiecie bialskim w ówczesnej gminie Dobryń parafii Piszczac. W roku 1883 było 14 domów i 78 mieszkańców na 617 morgach rozległości.